# Erioptera (Erioptera) brevirama
Erioptera (Erioptera) brevirama is een tweevleugelige uit de familie steltmuggen (Limoniidae). De soort komt voor in het Palearctisch gebied.